# Root (desková hra)
Root, s podtitulem hra o právu a moci v Lesní říši, je moderní společenská hra z roku 2018. Vytvořil ji americký herní designer Cole Wehrle. Ve světě hru vydává společnost Leder Games, v České republice byla vydána a přeložena vydavatelstvím Fox in the Box. Téma hry je souboj zvířátek o nadvládu nad Lesní říší. Jedná se o asymetrickou stolní hru, kde každá frakce zvířátek má odlišnou hratelnost a odlišný způsob získávání vítězných bodů. Na soutěži Origin Awards v roce 2019 Root vyhrál ocenění stolní hra roku. Ke hře bylo vydáno několik rozšíření.

## Rozšíření základní hry

### Seznam oficiálních rozšíření
- Root: Rozšíření Říčního lidu (2018)
- Root: Rozšíření Podzemní říše (2020)
- Root: Mechanické rozšíření (2020)
- Root: Balíček vyhnanců a partyzánů (2020)
- Root: Další Tuláci (2020)
- Root: Rozšíření plenitelů (2022)
- Root: Dominanty (2022)
- Root: Pomocníci plenitelů a Krabice na pomocníky (2022)
- Root: Mechanické rozšíření 2 (2022)
- Root: Pomocníci Říčního lidu (2022)
- Root: Pomocníci Podzemní říše (2022)

### Popis rozšíření
První rozšíření Root: Rozšíření Říčního lidu přináší do hry 2 nové hratelné frakce: Ještěří kult a Společnost Říčního lidu. Kromě toho obsahuje frakci mechanická markýza, což je protivník ovládaný hrou a umožňuje tak sólovou a kooperativní hru. Druhé rozšíření Root: Rozšíření Podzemní říše přináší další 2 frakce (Krkavčí spiknutí a Podzemní hrabství) a 2 nové herní plány - jezerní mapu a podzemní mapu. Root: Mechanické rozšíření přidává nové protivníky ovládané hrou, kteří mohou být použiti jak při sólové hře, tak při klasické hře. Root: Balíček vyhnanců a partyzánů a Root: Další tuláci jsou menší rozšíření, které přidávají nové herní karty.

## Pravidla
Root je asymetrická hra, kde každý hráč má trochu jiná pravidla podle toho, za jakou frakci hraje, kromě základních pravidel, která jsou společná pro všechny. Hra je rozdělena na tahy hráčů, kteří se v hraní střídají. Každý tah je rozdělen na 3 fáze: rozbřesk, bílý den a večer. Jakmile jeden hráč odehraje všechny 3 fáze, jeho tah končí a pokračuje hráč po levici až do té doby, kdy jeden z hráčů splní podmínky vítězství.

### Podmínky vítězství
Existují 2 způsoby, jak dosáhnout vítězství: přes vítězné body nebo přes karty dominance. 
Pokud některá frakce získá 30 vítězných bodů, stává se vítězem. Vítězné body získává každá frakce jinak, například umisťováním svých staveb na herní plán, ale jsou zde 2 způsoby společné pro všechny: výrobou předmětů a ničením nepřátelských žetonů.
Jakmile hráč dosáhne 10 vítězných bodů, může zahrát kartu dominance, čímž změní své podmínky vítězství. Takový hráč již nemůže vyhrát na vítězné body, ale vyhrává, pokud bude na začátku svého tahu ovládat mýtiny specifikované na kartě dominance.

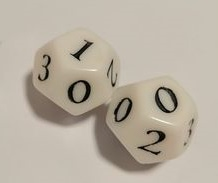
Kostky v Rootu

### Herní plán a karty

Herním plánu

Hra se odehrává na herním plánu, který znázorňuje les. V lese je 12 mýtin, kam mohou hráči umisťovat své bojovníky, žetony a stavby. Existují 3 typy mýtin - liščí, zaječí a myší. Některé mýtiny jsou spojené cestami, což znamená, že hráči mezi těmito mýtinami mohou přesouvat své jednotky. Hráči sdílejí společný balíček karet, ale každá frakce karty používá jinak. Každá karta má jako mýtina svůj symbol. Kromě symbolu lišky, myši, zajíce existuje i symbol ptáka, který slouží jako žolík a může být použit jako kterýkoli základní symbol. Dále hráči mohou většinu karet vyrobit, čímž mohou získat předměty a vítězné body, nebo bonusové efekty. Kromě toho existují 2 speciální typy karet - karty přepadení, které mohou být použity v boji a karty dominance, které mění podmínky vítězství.

### Boj
Pokud mají hráči komponenty na stejné mýtině, mohou se na této mýtině pustit do boje. Před bojem mohou být zahrány karty přepadení, které hráči poskytnou výhodu. Boj probíhá pomocí kostek, kde útočník hodí 2 speciálními kostkami, které mají hodnoty od 0 do 3. Hozené hodnoty představují ztráty, které daný hráč způsobil. Vyšší číslo patří útočníkovi a nižší obránci, proto má útočník vždy výhodu.  

## Hratelné frakce
Zde je popis frakcí, za které je možno hrát.

### Markýza z Kocourova
Markýza z Kocourova okupuje Lesní říši a hodlá ji změnit v průmyslovou a válečnou velmoc. Kdykoli Markýza postaví jednu ze svých staveb (dílnu, pilu nebo sídlo verbíře), získá vítězné body. Čím více stejných budov má na mapě, tím více bodů získá. Aby udržela narůstající výstavbu, musí zajistit a ochránit silnou a propojenou ekonomiku založenou na těžbě dřeva.

### Rody Orlího hnízda
Rody Orlího hnízda touží po obnovení slávy svého kdysi vznešeného druhu v celé Lesní říši. Plánují tohoto cíle dosáhnout prostřednictvím získání vlády nad lesními mýtinami. Během své fáze Večera získávají Orli vítězné body podle počtu hřadů na mapě. Čím znatelnější je jejich přítomnost v Lesní říši, tím větší jsou jejich zisky. Orli jsou však vázáni výnosem – stále se zvětšující sadou povinných akcí, které vyhlásil jejich vůdce. V každém tahu musejí Orli provést všechny akce svého výnosu, jinak upadnou do chaosu.

### Lesní aliance
Cílem Lesní aliance je získat sympatie těch obyvatel Lesní říše, kteří jsou nespokojení se současným stavem věcí veřejných. Aliance získává vítězné body, když položí žeton sympatie. Čím více sympatie na mapě Aliance má, tím více vítězných bodů získává. Zisk sympatie lidu vyžaduje stoupence. Tito Stoupenci mohou být využiti také k páchání násilností typu povstání po celém Lese. Pokud vypukne vzpoura, Alianci tím vznikne základna. Základny umožňují Alianci trénink důstojníků, čímž roste její vojenská flexibilita.

### Tulák
Zatímco Tulák podniká výpravy, aby si v lese vybudoval renomé, spolupracuje se všemi stranami konfliktu. Tulák získá vítězné body, kdykoli vylepší svůj vztah s jinou frakcí nebo odstraní bojovníka frakce, která je vůči němu nepřátelská. Může také plnit úkoly a tím rovněž získávat vítězné body. Aby se mohl přesouvat a efektivně jednat, musí tulák správně využívat svou sbírku předmětů, kterou by měl rozšiřovat průzkumem ruin rozsetých po Lese a spoluprací s ostatními frakcemi.

### Ještěří kult
Tato frakce byla přidána v Rozšíření Říčního lidu. Povzbuzován stvořeními, která byla zavržena ostatními frakcemi, se Ještěří kult snaží svrhnout své odpůrce. Kult spoléhá na slovo, jehož prostřednictvím šíří své učení. Na mýtinách, kde vládne Kult, se staví zahrady radikalizující zvířata, která zde žijí. Zatímco ostatní frakce hrají karty, aby dosáhly svých cílů, Kult koná hlavně prostřednictvím odhalování karet a postupného nabírání ideální skupiny následovníků. Pokud nejsou karty Kultu použity pro zisk bodů, vracejí se hráči Kultu zpět do ruky ve fázi Večera. Opatrný přístup Kultu mu však znesnadňuje pohyb a bojové operace – tyto akce mohou být prováděny pouze těmi nejradikalizovanějšími členy Kultu.

### Společnost Říčního lidu
Když se objevily první zvěsti o tom, že Lesní říše na břehu Velkého jezera se řítí do otevřené války, Společnost Říčního lidu okamžitě vyslala své úředníky, aby na místě zajistili obchod. Pokud si u ní budou ostatní frakce nakupovat služby, bude Říční lid schopen prohlubovat své obchodní zájmy stavbou obchodních stanovišť po celém Lese. Stavba těchto stanovišť je důležitým zdrojem příjmu vítězných bodů, tím ale může být také prosté hromadění bohatství. Plná pokladnice je však mimo jiné snadným cílem a Říční lid tak musí vyvážit financování ochrany své plnící se pokladnice a rozšiřování svých operací na nebezpečnější mýtiny v Lese.

## Root na PC
Existuje i možnost zahrát si Root online. Do počítačové hry Tabletop Simulator byl 10.2.2018  přidán mod Root + All Expansions, který převádí deskovou hru Root do online formy. Tento mod byl vyroben fanoušky a není oficiální. Kromě toho vývojářské studio Dire Wolf vydalo 24.9.2020 oficiální adaptaci Root na PC. Počítačová hra se také nazývá Root a je dostupná na platformě Steam.